# قرعاوية
القرعاوية (الاسم العلمي:Cucurbiteae) هي قبيلة من النباتات تتبع الفصيلة القرعية من رتبة القرعيات.

## أجناس القرعاوية
| - القرع - الكيابون - Abobra - Anacaona - Calycophysum - Cionosicys - بينيلوبي - Peponopsis - Polyclathra - Schizocarpum - Selysia - Sicana - Tecunumania |